# Riparotonda
Riparotonda è un borgo situato nel comune di Villa Minozzo, a 1500 metri dal borgo di Case Balocchi, sulla carrozzabile in direzione del Monte Orsaro, lambito dall'omonimo rio. Il nome del borgo, per la sua posizione geografica, significa, "Riva Rotonda".

## Storia
Da un carteggio del XVII° secolo risulta che Roncopianigi fosse il paese più popolato della Val d'Asta, composto da 35 famiglie e 160 abitanti. Le leggi di allora imponevano, per chi partiva senza permesso, e stava via più di una stagione, che gli venisse sequestrato il campicello, e per questo, moltissimi abitanti, per sbarcare il lunario, partivano militari. Era prevalentemente un borgo dedito alla pastorizia, un mestiere che ancor oggi resiste.

## Territorio
Come tutti i paesi addossati all'Alpe, a Riparatonda si coltivava segale e grano marzuolo  ,  mentre dalla vicina Toscana giunse la coltivazione delle patate. Un'altra attività molto fiorente era la falciatura dell'erba, condotta principalmente nelle praterie della Vallestrina : l'erba veniva trasportata in "Bercie", fasciate di frasche attraverso il tratturo che dal paese porta alla "via maremmana". A nord-est del borgo, anticamente, si poteva incontrare un portico e una scalinata in granito, ora restaurati, di epoca medioevale. Un po' più in alto, della stessa epoca, troviamo un basso porticato sostenuto da  una colonna e travi in legno con una copertura a lastre. Nel centro,  si trova una casa a pianta quadrata, con un portale in arenaria e un terrazzo di buona fattura. All'interno una scalinata a semicerchio, anch'essa in arenaria, ci porta al piano superiore. Nel sottotetto è visibile una bella "madonnina col bambino". Le attività erano sostenute dall'artigianato locale con la lavorazione della pietra, del legno e della produzione di campane in bronzo.